# Walter Volbehr
Walter Volbehr (* 8. November 1904 in Kronshagen; † 25. September 1983) war ein niederdeutscher Unterhaltungsschriftsteller. In erster Linie behandelte er Schleswig-Holsteinische, insbesondere Kieler Themen.

## Autor
Mit Kieler Sprotten erschien 1958 sein erstes Buch mit „lustige Vertelln“. Weitere Geschichtensammlungen erscheinen unter Titeln wie Frisch ut'n Rook (1963), De Wiespahl (1964), Dat Poggenkonzert (1967) oder De ole Schimmel (1971).
Einige der Geschichten wie zum Beispiel De Pastor un sien Grog oder Olt Schün brennt licht sind heute wohl vielerorts bekannter als ihr Autor.
Das 1979 erscheinende Uns Heimat un Tohuus wird Volbehrs letzte eigenständige Veröffentlichung. Es zeigt ein breites Spektrum des Erzählers Volbehr, enthält Geschichten verschiedenster Couleur, kürzere Vertelln oder Döntjes u. a. über das alte Kieler Original Hein Piper und De Weg weer wiet – Lehrstück, Kriminalerzählung und Liebesgeschichte in einem, das ein Drittel der Veröffentlichung ausmacht.
Lesungen
Als niederdeutscher Rezitator hielt Volbehr nicht nur Lesungen seiner eigenen Werke, sondern bot auch Werke anderer Autoren wie Fritz Wischer dar. Auch für die Schallplatte sprach Volbehr.

## Werke
Schriften
- Kieler Sprotten. Lustige Vertelln (1958)
- Frisch ut’n Rook (1963)
- De Wiespahl. En Weg to Di sülven. Babento ok Hög un Lachen (1964)
- Dat Poggenkonzert. Mal sinnig, mal vergnögt (1967)
- De ole Schimmel. Vergnögte un sinnige Geschichten un Vertellen (1971)
- Bunte Bläder. Geschichten un Vertelln (1976)
- Uns Heimat un Tohuus. Geschichten un Vertelln (1979)
- Kronshagener Geschichten; mit Hermann Bruhn (1990)

Tonträger (Schallplatte)
- Snack leever Plattdütsch. Walter Volbehr vertellt ut sien Böker
- Rund üm den Rathuustorn. Walter Volbehr vertellt Geschichten ut dat ole Kiel
- Pusteblomen. Walter Volbehr vertellt. Eckert-Verlag Kiel 1979
- Wenn to Wiehnachten de Lichten brennt. Walter Volbehr vertellt
- Kronshagen. Mien Tohuus. Walter Volbehr vertellt

## Hörspiele
- 1964: Droom an'n Hilligabend – Regie: Erich Keddy, mit Bernd Wiegmann, Erika Rumsfeld, Gertrud Drewes (RB)
- 1965: De gröne Muskant – Regie: Curt Timm, mit Uwe Friedrichsen, Hans Fitze, Ingeborg Walther (NDR)
- 1969: De Weg weer wiet – Regie: Heinz Lanker, mit Otto Lüthje, Erna Raupach-Petersen, Gisela Wessel (NDR)